# Region Schwarzwald-Baar-Heuberg
Die Region Schwarzwald-Baar-Heuberg ist eine von zwölf Raumordnungs- und Planungsregionen in Baden-Württemberg. Sie umfasst den Landkreis Rottweil, den Schwarzwald-Baar-Kreis und den Landkreis Tuttlingen.
Geografisch umfasst das Gebiet den östlichen Rand des mittleren und südlichen Schwarzwaldes, die Hochfläche der Baar sowie mit dem Heuberg den westlichen Teil der Schwäbischen Alb. Im Süden grenzt die Region auf wenigen Kilometern an den Schweizer Kanton Schaffhausen.

## Bevölkerungsentwicklung
Die Einwohnerzahlen sind Volkszählungsergebnisse (¹) oder amtliche Fortschreibungen des Statistischen Landesamts Baden-Württemberg (nur Hauptwohnsitze).
| Datum             | Einwohner |
| ----------------- | --------- |
| 31. Dezember 1973 | 445.153   |
| 31. Dezember 1975 | 438.907   |
| 31. Dezember 1980 | 438.454   |
| 31. Dezember 1985 | 431.431   |
| 25. Mai 1987 ¹    | 432.301   |
| 31. Dezember 1990 | 455.428   |

| Datum             | Einwohner |
| ----------------- | --------- |
| 31. Dezember 1995 | 477.263   |
| 31. Dezember 2000 | 484.136   |
| 31. Dezember 2005 | 488.765   |
| 31. Dezember 2010 | 480.040   |
| 9. Mai 2011 ¹     | 472.219   |
| 31. Dezember 2015 | 483.754   |

| Datum             | Einwohner |
| ----------------- | --------- |
| 31. Dezember 2018 | 491.988   |
| 31. Dezember 2020 | 494.720   |

## Raumplanung
In der Region Schwarzwald-Baar-Heuberg ist Villingen-Schwenningen als Oberzentrum ausgewiesen. Es gibt die folgenden Mittelbereiche (die Abgrenzung der Mittelbereiche ist in den Artikeln zu den jeweiligen Städten zu finden):
- Donaueschingen
- Rottweil
- Schramberg
- Tuttlingen
- Villingen-Schwenningen

## Wirtschaftsförderung Schwarzwald-Baar-Heuberg

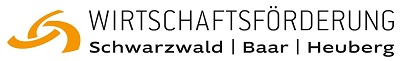
Logo der Wirtschaftsförderung Schwarzwald-Baar-Heuberg

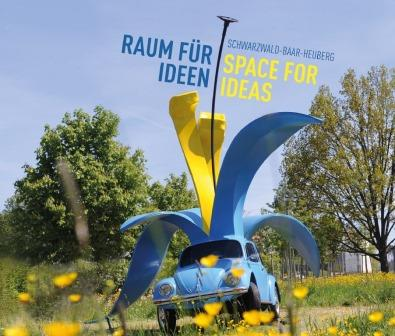
Imagekampagne

Die Wirtschaftsförderung Schwarzwald-Baar-Heuberg ist eine regionale Wirtschaftsförderung für die 76 Kommunen in den drei Landkreisen Rottweil, Tuttlingen und Schwarzwald-Baar-Kreis mit Sitz in Villingen-Schwenningen. Das Ziel ist es, Schwarzwald-Baar-Heuberg als Wirtschaftsstandort zu stärken und die Qualitäten der Region als Platz zum Leben, Arbeiten und Wirtschaften bekannter zu machen.
Getragen wird die Arbeit von 23 Gesellschaftern, darunter Städte und Gemeinden, die Landkreise Rottweil, Tuttlingen und der Schwarzwald-Baar-Kreis, der Regionalverband Schwarzwald-Baar-Heuberg sowie die Handwerkskammer Konstanz und die IHK Schwarzwald-Baar-Heuberg.
Die Angebote der Wirtschaftsförderung Schwarzwald-Baar-Heuberg richten sich an Unternehmen, Fachkräfte und Kommunen und umfassen derzeit unter anderem folgende Themen:
- Fachkräfte
- Flächen und Immobilien
- Netzwerk- und Infoveranstaltungen
- Standortmarketing

Geschäftsführerin ist seit 1. März 2020 Henriette Stanley. Aufsichtsratsvorsitzender ist Jürgen Roth, Oberbürgermeister von Villingen-Schwenningen.

## Regionalplanung

Logo des Regionalverbands

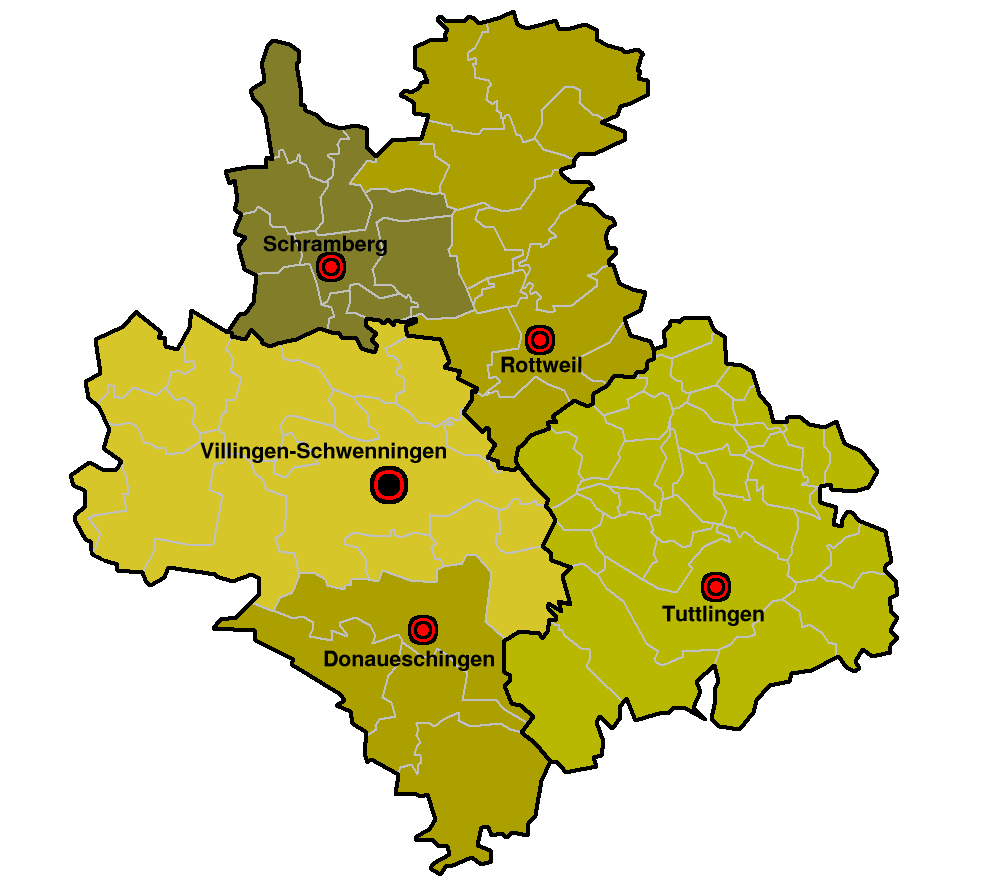
Karte der Mittelbereiche in der Region Schwarzwald-Baar-Heuberg

Als Träger der Regionalplanung in der Region wurde zum 1. Januar 1973 der Regionalverband Schwarzwald-Baar-Heuberg als Körperschaft des öffentlichen Rechts eingerichtet. Diese ist eine von 12 Regionalverbänden in Baden-Württemberg, von denen zwei auch über die Landesgrenzen hinaus zuständig sind. Die Geschäftsstelle des Regionalverbands Schwarzwald-Baar-Heuberg befindet sich in Villingen-Schwenningen.

### Verbandsvorsitzende des Regionalverbands
- 9. Januar 1974–16. Februar 1979: Hans Volle, Landrat Landkreis Tuttlingen
- 16. Februar 1979–21. März 1980: Otto Weissenberger
- 21. März 1980–1. Februar 2000: Hans Volle, Landrat Landkreis Tuttlingen
- 1. Februar 2000–30. März 2007: Lothar Wölfle, damals Bürgermeister der Stadt Trossingen
- 30. März 2007–11. Oktober 2019: Jürgen Guse, Bürgermeister der Stadt Bräunlingen
- seit 11. Oktober 2019: Wolf-Rüdiger Michel, Landrat Landkreis Rottweil

### Verbandsdirektoren des Regionalverbands
- 9. Januar 1974–16. Februar 1979: Hans Volle
- 16. Februar 1979–30. September 1992: Albert Fritz
- seit 1. Oktober 1992: Rainer Kaufmann
- seit 1. August 2010: Marcel Herzberg

### Flächenaufteilung
Nach Daten des Statistischen Landesamtes, Stand 31. Dezember 2021.